# 绍莫吉希莫尼
绍莫吉希莫尼，是匈牙利绍莫吉州所辖的一个村。总面积15.82平方公里，总人口89，人口密度5.6人/平方公里（2011年1月1日）。